# بيت الأغربى (بني حشيش)

تعديل مصدري - تعديل

بيت الأغربي هي إحدى قرى عزلة رجام بمديرية بني حشيش التابعة لمحافظة صنعاء، بلغ تعداد سكانها 532 نسمة حسب تعداد اليمن لعام 2004.